# کی‌ال‌اف
کی‌ال‌اف (به انگلیسی: The KLF) یکی از گروه‌های اصلی جنبش اسید هاوس بریتانیایی در اواخر دههٔ ۱۹۸۰ و اوایل دههٔ ۱۹۹۰ بود.